# Laurent Mourguet
Laurent Mourguet, né le 3 mars 1769 à Lyon (paroisse de Saint-Nizier) et mort le 30 décembre 1844 à Vienne en Isère, est un marionnettiste français, créateur du célèbre Guignol.

## Biographie

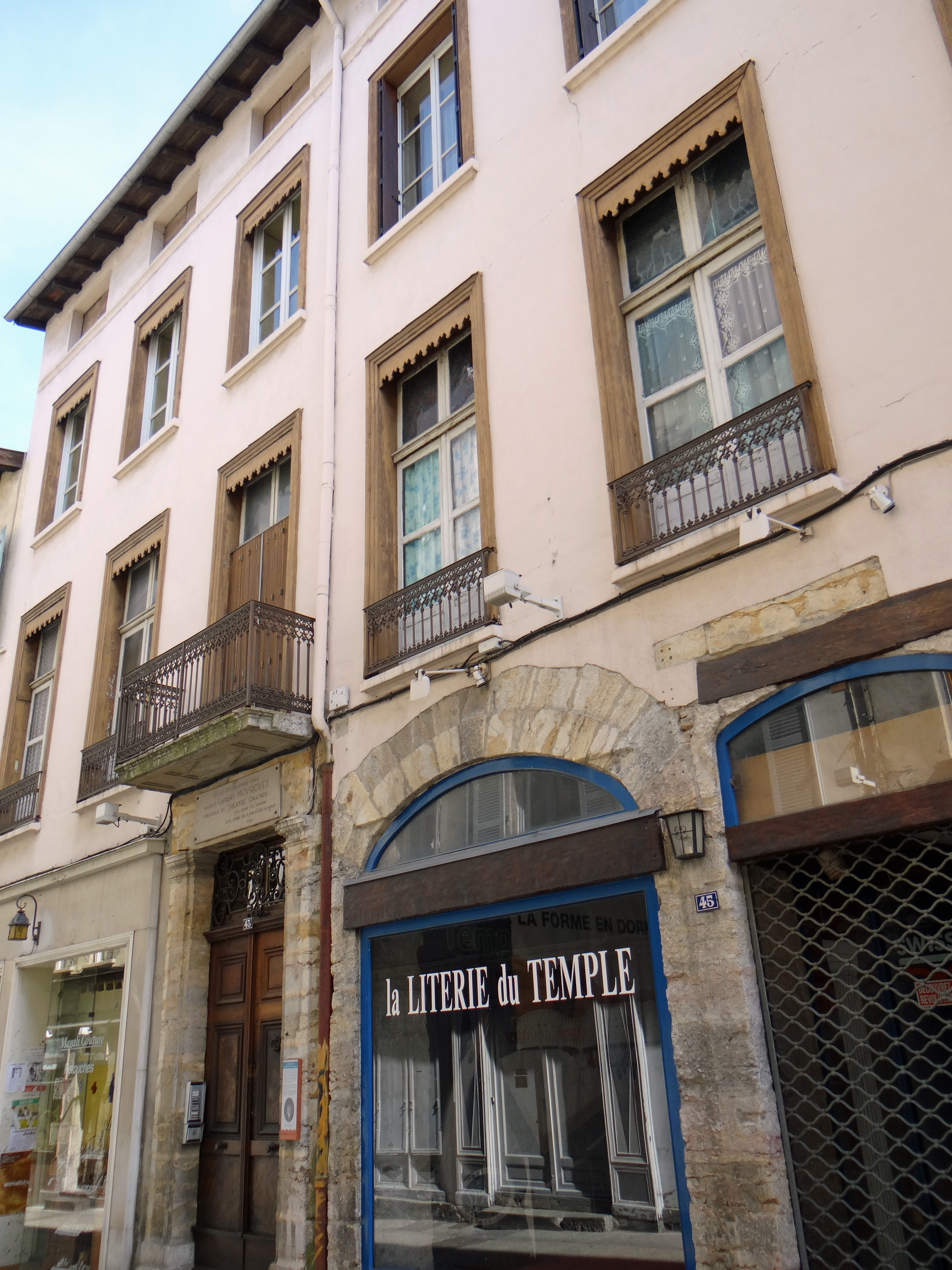
Maison au 43 rue des Clercs, à Vienne, où est mort Laurent Mourguet

Né dans une famille d'ouvriers canuts, Laurent Mourguet exerce plusieurs métiers (forain, marchand…) avant de devenir arracheur de dents en 1797. Comme il était de coutume, les dentistes de l'époque exerçaient leur art sur les places publiques, foires et faisaient croire à leurs patients que l'arrachage serait indolore, d'où l'expression « mentir comme un arracheur de dents » qui existe dès la fin du XVIIe siècle. Dans la même optique, Laurent Mourguet détourne l'attention de ses clients par un spectacle de marionnettes inspiré du théâtre italien (Arlequin, Polichinelle et les autres personnages de la commedia dell'arte).
Entre 1804 et 1808, il invente son propre personnage, Guignol, lui ressemblant physiquement (visage aux gros yeux, nez retroussé, joues colorées), contestataire, impertinent, gouailleur déformant les mots, dont les comportements allaient si bien ressembler à ceux des canuts dont il devient le porte-parole lorsque les soyeux lyonnais sont concurrencés par la soie étrangère.
En 1820, il monte une troupe et se fait accompagner de ses enfants pour donner des représentations.
En 1839, alors qu'il est âgé de 70 ans, il crée, toujours avec certains de ses enfants, le premier café-théâtre Guignol permanent.
Laurent Mourguet prend sa retraite en 1840 et réside rue du 4 septembre à Vienne (Isère), ville où il meurt en 1844. Deux de ses dix enfants reprennent son théâtre de Guignol. Il fut inhumé dans un cimetière paroissial dans le bas de la même ville, désormais disparu.

## Son œuvre
En 1804, il abandonne la tenaille pour se consacrer aux marionnettes, assisté du père Thomas, comédien qui aime un peu trop la bouteille. 
C'est à cette période qu'il invente son premier personnage, s'inspirant des traits du père Thomas : ce sera Gnafron, cordonnier lyonnais (« regrolleur »), dont le nez rouge boursouflé témoigne de son amour un peu trop prononcé pour le beaujolais.
En 1808, il crée Guignol, qu'il habille comme les ouvriers canuts en le coiffant d'un catogan tressé (il empêchait les cheveux de se prendre dans les fils du métier à tisser). Un peu plus tard, Mourguet ajoute une femme (sa « fenotte ») à Guignol : Madelon.
Impertinent, proche des préoccupations des gens, le talent de Mourguet rendra rapidement Guignol populaire. Ce n'est que bien plus tard que sa marionnette deviendra le héros de spectacles pour enfants.

### Les personnages créés par Mourguet
- Gnafron (vers 1804) : le cordonnier de bon sens et amateur de « pot ». Il est le chantre du parler canut ;
- Guignol (1808): le héros anarchisant ;
- Madelon : la fenotte (femme) de Guignol.

## La «dynastie» Mourguet
Marié à Jeanne Esterle le 22 novembre 1788 à Lyon, Mourguet eut dix enfants. Parmi eux, Jacques, tiendra le Guignol du Café du Caveau (place de Célestins à Lyon). Mais c'est surtout avec Étienne (né en 1797) et Rose-Pierrette (ou « Rosalie », née en 1804) que Mourguet parcourt la région lyonnaise pour y donner des représentations. Il se fait également accompagner du marionnettiste Louis Josserand, qui deviendra son gendre en épousant Rose-Pierrette.
Plus tard, c'est à Josserand que Mourguet léguera la direction de son théâtre. Josserand perpétuera la tradition. Dans sa troupe, on trouve Victor-Napoléon Vuillerme-Dunand, qui sera le premier à mettre par écrit les pièces de Guignol.
Rosalie Mourguet et Louis Josserand eurent deux enfants, eux-mêmes marionnettistes : Louis et Laurent. Le jeune Laurent épousera la fille de Vuillerme.
Plus tard, c'est Pierre Neichthauser (avec son frère Ernest), arrière-petit-fils de Mourguet par alliance (il a épousé Eléonore Josserand), qui fera vivre la tradition familiale dans son Théâtre du quai Saint-Antoine à partir de 1907. Le fonds Neichthauser (décors, poupées, matériel…) a été cédé à la ville de Lyon lorsque les deux sœurs Neichthauser, Jeanne et Hélène (filles d'Ernest), trop âgées pour poursuivre l'œuvre de leur oncle et père, se sont retirées en 1980.
De nombreux documents ont été donnés soit aux musées Gadagne de Lyon – Musée des arts de la marionnette et Musée d’histoire de Lyon –, soit à l’Association des Amis de Lyon et de Guignol.
Enfin, Jean-Guy Mourguet, né en 1929, le dernier descendant en ligne directe de la famille Josserand prend en main à l’âge de 54 ans, le Théâtre municipal du Guignol de Lyon.
Pendant plus de cinquante ans, Jean-Guy Mourguet a maintenu au plus haut la tradition du Guignol lyonnais mais depuis les années 2000 il avait dû « baisser les bras » car il souffrait d'arthrose. Il a offert toute la collection familiale à la commune de Brindas pour l'installation, en 2008, d'un musée consacré à Guignol. Il est mort le 8 octobre 2012 à l'âge de 82 ans.

## Littérature
- Paul Fournel, Faire Guignol (2019), biographie romancée de Laurent Mourguet

## Galerie

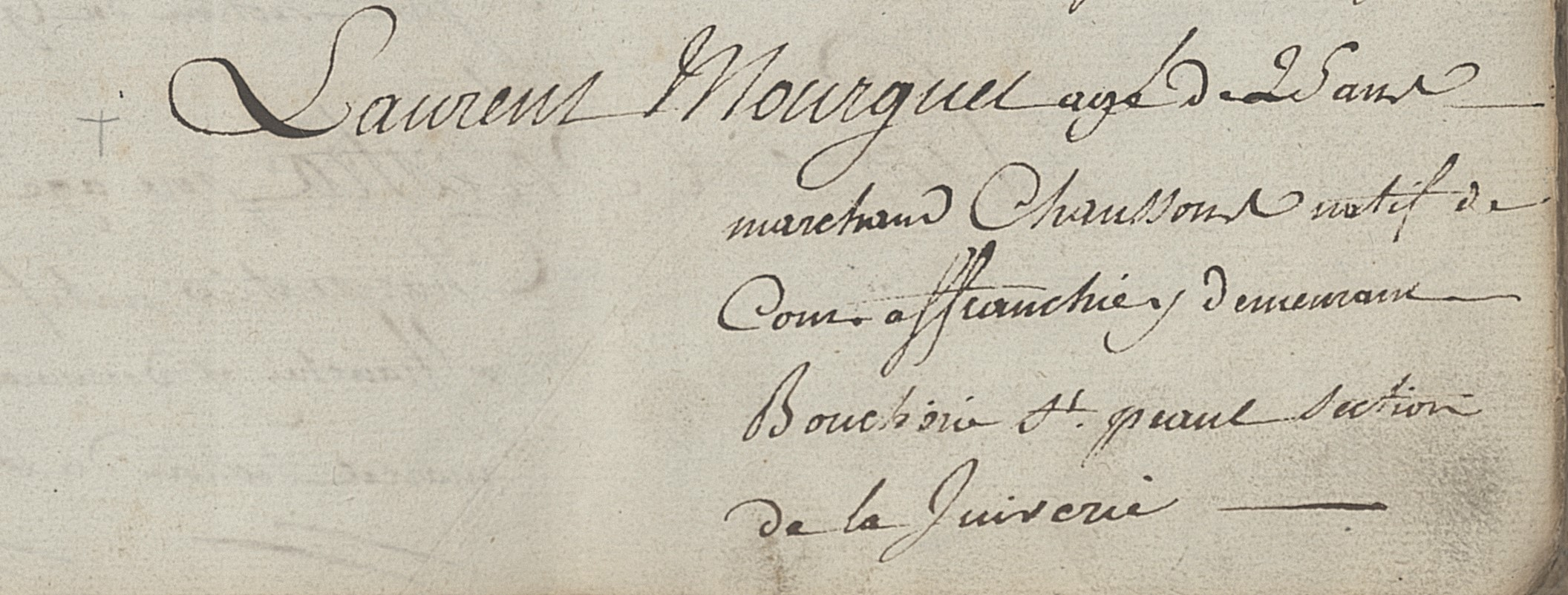
Mention de Laurent Mourguet dans un jugement de la commission révolutionnaire de Lyon, décembre 1793, ADRML.